# 普斯托季涅
50°41′1″N 31°45′59″E / 50.68361°N 31.76639°E
普斯托季涅（烏克蘭語：Пустотине），是烏克蘭北部的村莊，隸屬切爾尼希夫州的尼任區。該村面積0.25平方公里，海拔高度130米，2001年人口453，人口密度每平方公里1,841.5人。